# Joan Vidal i Salvà
Joan Vidal i Salvà (1905, Llucmajor, Mallorca - 1984, Palma, Mallorca), conegut també com a Joan de Vidal i Salvà o baró de Vidal, fou un empresari mallorquí que fou president del Reial Club Esportiu Mallorca.
Vidal tengué una infància en una família humil de sabaters a Llucmajor on hi cursà els estudis primaris. Als 20 o 21 anys anà afer el servei militar a Palma i el 1928 era sergent del Regiment Mixt d'Artilleria de Mallorca i ascendí a sotsoficial. Poc després aprovà les oposicions d'ingrés a l'Escola Nacional de Policia Espanyola i el 1930 exercí de preparador d'oposicions quan era funcionari del Cos d'Investigació i Vigilància.
El 1931 es casà amb Francisca Sabater Calafat (1910-1955), filla d'una família que tenien una farinera al Coll d'en Rabassa i que ell modernitzà, i estengué el negoci a pastisseries i forns de pa. El 1934 fou destinat a Alcúdia. En produir-se el cop d'estat contra la II República era agent de 2a classe i fou empresonat al castell de Bellver. El 1937 fou separat del cos de policia, però poc temps després se'l rehabilità. El 1941 tornava a ser agent de vigilància i el 1945 era inspector del Cos General de Policia. El 1946 comprà Casa Radio que passà a anomenar-se primer Casa Radio Telefunken i després Casa Radio AEG-Telefunken, quan fou nomenat delegat a les Balears de la multinacional AEG-Telefunken.
El 1948 era inspector en cap del Port de Palma i el 1952, quan era comissari cap de la Policia de Ports, Aeròdroms i Fronteres, el destinaren a la prefectura de Policia de València com a comissari. Després del 1954 agafà una excedència de la policia per centrar-se en els seus negocis. Tenia aleshores quatre botigues d'electrodomèstics a Palma, dues a Manacor i dues a Eivissa. El 1956 es casà amb Antònia Ferrer Homar. Fou president del Real Club Deportivo Mallorca les temporades 1964-1966, aconseguint el segon ascens a 1a divisió la temporada 1964-65 amb l'entrenador César Rodríguez, exjugador del FC Barcelona. Malgrat que aquest èxit tornà a descendir a segona divisió la temporada següent.
El 1969 era majorista de prop de setanta botigues d'electrodomèstics d'arreu de les Balears, havia entrat com accionista en diferents hotels (Alexandra de Can Pastilla, Nixe Palace de Cala Major, Hotel de Mar a ses Illetes i de L'Hermitage d'Orient). Tornà a ser president del Real Club Deportivo Mallorca entre 1972 i 1974. La seva gestió fou molt dolenta i deixà el club en una profunda crisi esportiva i econòmica. El 1976 adquirí un títol de noblesa de la casa imperial russa i el comte de Barcelona Joan de Borbó l'acceptà. A partir d'aquest any començà a dedicar-se a la promoció de torneigs amb el nom de baró de Vidal especialment a Llucmajor i a Felanitx. A Llucmajor pagà reformes urbanístiques importants durant el mandat del darrer batle franquista Gabriel Ramon (Passeig Jaume III i parc Rufino Carpena), la restauració de l'orgue de la parròquia de Sant Miquel, i subvencionà la compra d'instruments per a la banda de música, entre d'altres.